# Aloe thorncroftii
Aloe thorncroftii är en grästrädsväxtart som beskrevs av Illtyd Buller Pole-Evans. Aloe thorncroftii ingår i släktet Aloe och familjen grästrädsväxter.
Artens utbredningsområde är Mpumalanga. Inga underarter finns listade i Catalogue of Life.